# Patrik Šorm
Patrik Šorm (ur. 21 listopada 1993 w Pradze) – czeski lekkoatleta, sprinter, trzykrotny medalista halowych mistrzostw Europy.

## Osiągnięcia sportowe
Specjalizuje się w biegu na 400 metrów. Zajął 5. miejsce w sztafecie 4 × 400 metrów na mistrzostwach Europy juniorów w 2011 w Tallinnie i 6. miejsce w tej konkurencji na młodzieżowych mistrzostwach Europy w 2013 w Tampere. Na mistrzostwach Europy w 2014 w Zurychu zajął 7. miejsce w sztafecie 4 × 400 metrów i odpadł w eliminacjach biegu na 400 metrów.
Zdobył brązowy medal w sztafecie 4 × 400 metrów (która biegła w składzie: Daniel Němeček, Šorm, Jan Tesař i Pavel Maslák) oraz odpadł w półfinale biegu na 400 metrów na halowych mistrzostwach Europy w 2015 w Pradze. Zajął 6. miejsce w biegu na 400 metrów i 4. miejsce w sztafecie 4 × 400 metrów na młodzieżowych mistrzostwach Europy w 2015 w Tallinnie. Na mistrzostwach Europy w 2016 w Amsterdamie zajął 4. miejsce w sztafecie 4 × 400 metrów.
Ponownie zdobył brązowy medal w sztafecie 4 × 400 metrów (w składzie: Šorm, Tesař, Jan Kubista i Maslák) oraz odpadł w eliminacjach biegu na 400 metrów na halowych mistrzostwach Europy w 2017 w Belgradzie. Zajął 5. miejsce w sztafecie 4 × 400 metrów i odpadł w półfinale biegu na 400 metrów na halowych mistrzostwach świata w 2018 w Birmingham. Odpadł w eliminacjach biegu na 400 metrów i zajął 7. miejsce w finale sztafety 4 × 400 metrów na mistrzostwach Europy w 2018 w Berlinie. Na mistrzostwach świata w 2019 w Dosze odpadł w eliminacjach męskiej i mieszanej sztafety 4 × 400 metrów.
Zdobył srebrny medal w sztafecie 4 × 400 metrów (w składzie: Vít Müller, Maslák, Michal Desenský i Šorm) oraz odpadł w półfinale biegu na 400 metrów na halowych mistrzostwach Europy w 2021 w Toruniu. Odpadł w eliminacjach sztafety 4 × 400 metrów na igrzyskach olimpijskich w 2020 w Tokio. Zajął 5. miejsca w biegu na 400 metrów i w sztafecie 4 × 400 metrów na halowych mistrzostwach świata w 2022 w Belgradzie. Zajął 8. miejsce w finale sztafety 4 × 400 metrów i odpadł w eliminacjach biegu na 400 metrów na mistrzostwach świata w 2022 w Eugene.
Był mistrzem Czech w biegu na 400 metrów w 2016, 2017 i 2019 oraz wicemistrzem na tym dystansie w 2014, 2015, 2018, 2021 i 2022. W hali był mistrzem Czech w biegu na 400 metrów w 2022, wicemistrzem w biegu na 200 metrów w 2012 oraz w biegu na 400 metrów w 2019 i 2021, a także brązowym medalistą w biegu na 200 metrów w 2017 i 2018 oraz w biegu na 400 metrów w 2014, 2015 i 2020.
Jest aktualnym (sierpień 2023) rekordzistą Czech w sztafetach 4 × 400 metrów: męskiej z czasem 3:00,99 (26 sierpnia 2023 w Budapeszcie) i mieszanej z czasem 3:11,98 (19 sierpnia 2023 w Budapeszcie), a także halowym rekordzistą Czech w męskich sztafetach 4 × 200 metrów z czasem 1:24,31 (23 lutego 2020 w Ostrawie) i 4 × 400 metrów z czasem 3:04,09 (8 marca 2015 w Pradze).

## Rekordy życiowe
Rekordy życiowe Šorma:
- bieg na 200 metrów – 20,98 s (4 września 2022, Cheb)
- bieg na 200 metrów (hala) – 21,15 s (18 lutego 2018, Praga)
- bieg na 400 metrów – 45,41 s (14 września 2021, Zagrzeb)
- bieg na 400 metrów (hala) – 46,25 s (12 lutego 2022, Praga)